# Stéphanos Dragoúmis
Pour les articles homonymes, voir Dragoumis.
 Stéphanos Dragoúmis  (en grec moderne : Στέφανος Δραγούμης) est un homme politique grec né en 1842 et décédé en 1923. Il est Premier ministre de Grèce de janvier à octobre 1910. Il est le père de l'écrivain et diplomate Íon Dragoúmis.

## Biographie

### Famille
La famille de Stéphanos Dragoúmis est originaire de Vogatsikó dans le nome de Kastoria. Son grand-père, Márkos Dragoúmis (1770-1857) quitta Vogatsikó pour Constantinople alors qu'il avait une douzaine d'années. Il fut membre de la Filikí Etería et combattant de la guerre d'indépendance. Stéphanos Dragoúmis était le deuxième fils de Nikólaos Dragoúmis (1809-1879) qui fut secrétaire de Ioánnis Kapodístrias et Ministre des Affaires étrangères dans le dernier des gouvernements du règne du roi OthonIer en 1862. Ses Souvenirs historiques (1874) sont encore considérés comme une source très importante pour l'histoire de son temps.
Deux des filles de Nikólaos, et sœurs de Stéphanos, furent rendues célèbres par Gobineau. C'est en effet à Zoé et Marika que les Lettres à deux Athéniennes écrites par celui qui fut ambassadeur de France en Grèce de 1864 à 1868 furent adressées.
Il épouse Eliza Kontogiannaki et il eut onze enfants : Natalia (1872-1973) qui épousa Pavlos Melas, Nikos (1874-1933), Efi (1875-1964), Charikleia (1876-1966), Íon (1878-1920), Alexandra (1880-1976), Zoe (1882-1964), Markos (1884-1888), Marika (1886-1939), Philippos (1890-1980) et Alexandros (1891-1977).

### Magistrat
Après des études de droit à Paris, il devient juge. Il occupa divers postes dont dans les îles Ioniennes, nouvellement acquises par la Grèce. Il fut nommé en 1875 Secrétaire général du Ministère de la Justice. Il démissionne pour devenir avocat et entrer en politique.

### Homme politique
Il adhère à l'organisation nationaliste la Défense nationale. Il prend une part active aux événements qui agitèrent la Grèce lors de la guerre russo-turque de 1877-1878 : il devient Secrétaire général du Comité pour la Révolution en Macédoine en janvier 1878 et transporte personnellement des armes vers la région de l'Olympe. Il rejoignit ensuite le parti de Charílaos Trikoúpis (Nεωτερικό Kύμμα) et fut élu six fois député de Mégare jusqu'en 1895. Il fut Ministre des Affaires étrangères des gouvernements Trikoupis de 1886 à 1889 puis en 1892-1893.
En 1896, Stéphanos Dragoúmis ne parvient pas à prendre la succession de Trikoupis à la tête du parti qu'il quitte donc. Il est élu député d'Attique-Béotie sous l'étiquette « indépendant » de 1899 à 1909. Il forme un groupe parlementaire d'indépendants très opposés à Georgios Theotokis (qui avait pris lui la succession de Trikoupis à la tête du parti). Le groupe est uni contre Theotokis, mais par pour les mêmes raisons. Certains trouvaient que sa réforme militaire l'empêchait de s'occuper des problèmes économiques et sociaux du pays. D'autres, comme Stéphanos Dragoúmis la trouvait insuffisante face aux dangers turc et bulgare. De plus, ses mesures militaires semblaient trop inspirées par le palais royal, surtout par le Diadoque (prince-héritier) Constantin discrédité par sa défaite lors de la guerre gréco-turque de 1897. Au tournant du siècle, sous le pseudonyme l'« Authentique Macédonien » (Γνάσιος Μακεδνός), il écrivit de très nombreuses lettres aux journaux pour alerter la Grèce et les Grecs de ce qui se passait alors en Macédoine.
À la suite du coup de Goudi, Stéphanos Dragoúmis devint Premier Ministre. Après les guerres balkaniques et l'enosis de la Crète en 1913, il est nommé gouverneur de l'île. Il est député de Thessalonique jusqu'à sa mort en 1923.

### Sources
Marc Terrades, Le Drame de l'hellénisme. Íon Dragoúmis (1878-1920) et la question nationale en Grèce au début du XXe siècle., L'Harmattan, 2005.  (ISBN 2747577880)